# 에밀리우 가라스타주 메디시
에밀리우 가라스타주 메디시(브라질 포르투갈어: Emílio Garrastazu Médici, 1905년 12월 4일 ~ 1985년 10월 9일)는 브라질의 군인이자 독재자로 1969년 극우 군사정권에 의해 아르투르 다 코스타 이 시우바의 후계자로 지명되어 독재권력을 쥐었다.

## 어린 시절
메디시는 이탈리아계 브라질인 가정에서 태어났다. 1920년대에 군사학교에 입학하여 군인이 된 것으로 알려져 있다.

## 군사 쿠데타 가담
1964년 브라질 쿠데타에 적극적으로 가담해 극우 군사정권의 요주 인물로 인식되었다. 1969년 간질로 쓰러진 아르투르 다 코스타 이 시우바에게 직무정지령을 내리고 자신이 권력을 쥐었다. 1969년 10월 30일 군사정권 수장 시우바에 의해 대통령으로 지명되었다. 메디시는 전임자보다 더욱 강압적인 방식으로 브라질을 억압했으며, 반대파에 대한 잦은 고문과 살해까지 서슴치 않았다.
 메디시 군사정권 치하의 브라질은 미국의 콘도르 작전에 참여해 미국과 함께 1973년 칠레 쿠데타를 사주하고 라틴아메리카를 위기에 몰아넣어 국제적 비판을 받았다. 1974년 에르네스투 가이젤을 후계자로 지명하고 대통령직에서 퇴임하였다.

## 말년과 죽음
메디시는 대통령에서 물러났음에도 군사정권의 정치에 계속 관여했다. 그는 여전히 군사정권의 실질적 수장으로 인식되었으며, 군사정권 내 극우파를 대표했다. 1985년 10월 9일 메디시는 뇌졸중과 신부전으로 인해 죽었다.

## 역대 선거 결과
| 선거명      | 직책명          | 대수 | 정당           | 득표율  | 득표수 | 결과 | 당락 |
| ----------- | --------------- | ---- | -------------- | ------- | ------ | ---- | ---- |
| 1969년 선거 | 브라질의 대통령 | 28대 | 국민개조동맹당 | 100.00% | 293표  | 1위  |      |